# Zwemmen op de Middellandse Zeespelen 1959
Zwemmen is een van de sporten die beoefend werden tijdens de Middellandse Zeespelen 1959 in Beiroet, Libanon. Er waren acht onderdelen, alle voor mannen.

## Uitslagen
| Event                | Goud                | Goud    | Zilver           | Zilver  | Brons                 | Brons   |
| -------------------- | ------------------- | ------- | ---------------- | ------- | --------------------- | ------- |
| 100 m vrije slag     | Paolo Pucci         | 57,2    | Janez Kocmur     | 58,2    | Giorgio Perondini     | 58,4    |
| 400 m vrije slag     | Vlado Brinovec      | 4.44,5  | Milan Jeger      | 4.44,9  | Guy Montserret        | 4.47,8  |
| 1500 m vrije slag    | Guy Montserret      | 19.05,4 | Vlado Brinovec   | 19.48,6 | Zein Yahia Ahmed      | 20.03,6 |
| 100 m rugslag        | Robert Christophe   | 1.04,8  | Mihovil Dorcic   | 1.06,4  | Christian Schollmeier | 1.08,1  |
| 200 m schoolslag     | Roberto Lazzari     | 2.48,7  | Guillermo Alsina | 2.51,8  | Nikolaos Zakaropoulos | 2.55,6  |
| 200 m vlinderslag    | Federico Dennerlein | 2.26,7  | René Pirolley    | 2.30,3  | José Léon Vicente     | 2.36,1  |
| 4 x 200 m vrije slag | Italië              | 8.50,6  | Joegoslavië      | 9.00,7  | Frankrijk             | 9.09,7  |
| 4 x 100 m wisselslag | Italië              | 4.27,1  | Frankrijk        | 4.31,0  | Joegoslavië           | 4.35,7  |

## Medaillespiegel
| Plaats | Land                          | Goud | Zilver | Brons | Totaal |
| 1      | Italië                        | 5    | 0      | 2     | 7      |
| 2      | Frankrijk                     | 2    | 2      | 2     | 6      |
| 3      | Joegoslavië                   | 1    | 5      | 1     | 7      |
| 4      | Spanje                        | 0    | 1      | 1     | 2      |
| 5      | Griekenland                   | 0    | 0      | 1     | 1      |
| 5      | Verenigde Arabische Republiek | 0    | 0      | 1     | 1      |
| Totaal | Totaal                        | 8    | 8      | 8     | 24     |

1951 · 1955 · 1959 · 1963 · 1967 · 1971 · 1975 · 1979 · 1983 · 1987 · 1991 · 1993 · 1997 · 2001 · 2005 · 2009 · 2013 · 2018 · 2022
Atletiek · Basketbal · Boksen · Gewichtheffen · Gymnastiek · Paardensport · Schermen · Schietsport · Schoonspringen · Voetbal · Volleybal · Waterpolo · Wielersport · Worstelen · Zeilen · Zwemmen